# Detroit News
Die Detroit News ist eine von zwei großen Zeitungen in der US-amerikanischen Stadt Detroit im Bundesstaat Michigan.

## Geschichte
Im Jahr 1873 erschien die erste Ausgabe. Während dieser Zeit mussten Räume gemietet werden in dem Gebäude, das der rivalisierenden Detroit Free Press gehörte. In ihrer Geschichte kaufte die Detroit News mehrere Zeitungen auf. Am 1. Februar 1919 wurde der Detroit Tribune übernommen, am 21. Juli 1922 folgte das Detroit Journal und am 7. November 1960 kaufte sie die Detroit Times, die sich auf dem Niedergang befand, und stellte diese Publikation ein. Bis 1967 nutzten die Detroit News jedoch das Gebäude der Detroit Times, um ihre Zeitung zu drucken. In jenem Jahr öffnete eine neue Einrichtung in Sterling Heights und das alte Gebäude wurde abgerissen. Der Platz, auf dem sich das alte Gebäude befand, war bis 2009 als Times Square bekannt. 2009 musste er dem Rosa Parks Transit Centre weichen.
1985 schlossen sich The Evening News Associacation, die Besitzer der Detroit News, mit Gannett zusammen.
Die Detroit News beanspruchen für sich die erste Zeitung zu sein, die einen eigenen Radiosender, genannt 8MK, betrieben hat. Er ging am 20. August 1920 auf Sendung und gehört heute zu WWJ, welches wiederum CBS gehört. 1947 eröffnete es Michigans ersten Fernsehsender, namens WWJ-TV, der heute WDIV-TV heißt.
Im Jahre 1989 gingen die Detroit News einen 100-jährigen Joint operating agreement mit der rivalisierenden Free Press ein, der die Zusammenarbeit der beiden Zeitungen regelt. So wurden Geschäftsabläufe zusammengelegt, während die Mitarbeiter und die Ausrichtung unabhängig voneinander bleiben. Die entstandene gemeinsame Firma heißt Detroit Newspaper Partnership. Die Free Press zog 1998 in das Gebäude der Detroit News und bis zum 7. Mai 2006 erschien eine gemeinsame Wochenend-Ausgabe. Heutzutage erscheint die Detroit News, die drei Pulitzer-Preise gewonnen hat, täglich von Montag bis Samstag und hat die redaktionelle Verantwortung für eine Seite in der Sunday Free Press.